# Tamara im grünen Bugatti
Tamara im grünen Bugatti, auch als Mein Porträt oder Autoporträt bekannt, ist ein Selbstporträt und eines der bekanntesten Gemälde der polnischen Malerin Tamara de Lempicka aus dem Jahr 1929. Das Bild, das sich heute in einer Privatsammlung befindet, wurde in Öl auf Holz gemalt und hat die Maße 35 × 27 cm. Es entstand als Auftragsarbeit für die Titelseite der Berliner Illustrierten Die Dame.

## Beschreibung

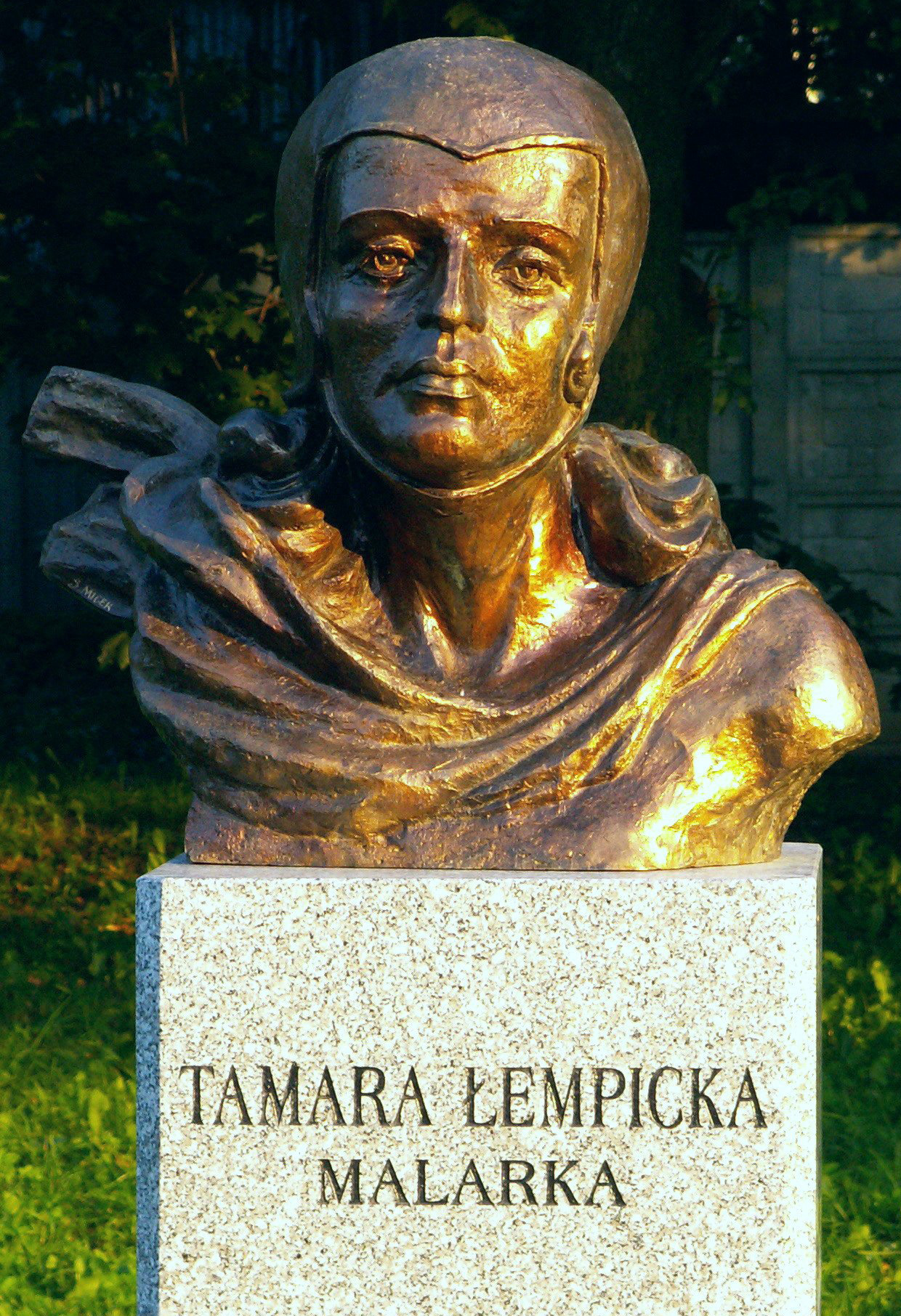
Büste von Tamara de Lempicka in Kielce (Polen)

In dem Selbstporträt sitzt die Künstlerin am Steuer eines grünen Automobils und betrachtet den Bildbetrachter aus dieser Position mit halb geöffneten Augen. Das Fahrzeug stellt einen Bugatti unbekannten Typs dar, von dem in dem gemalten Ausschnitt einige Details erkennbar sind. So besitzt das Fahrzeug eine Tür mit Türklinke im vorderen Türbereich (während diese bei den meisten Bugattis hinten war) und steile Fenster ohne Schräge. Die Fenstersäule endet oben in einem schwarzen geschlossenen Verdeck und einer Regenklappscheibe, die das Fenster vor Regen schützen soll. Die Protagonistin hält mit ihrer linken Hand, die einen hellbraunen Handschuh trägt, das schwarze Lenkrad. Sie ist vollständig in einen grauen Umhang gehüllt, der einen aufgebauschten Kragen bildet, auf dem Kopf trägt sie eine graue Fahrerkappe mit Kinnriemen, unter der nur im Bereich unter dem linken Ohr ein wenig blondes Haar hervorscheint. Die Lippen sind stark rot geschminkt und auch die Augen wurden erkennbar mit Lidstrich und Wimperntusche gestaltet.

## Entstehung
Tamara de Lempicka malte das Bild 1929 im Auftrag der Redaktion des Berliner Frauenmagazins Die Dame. Einer Anekdote nach hatte die Herausgeberin der Künstlerin die Nachricht „Sie sehen so großartig in ihrem Wagen aus, dass ich gerne Ihre Bekanntschaft machen würde“ hinterlassen und bat sie, ein Bild von sich in ihrem gelben Renault zu malen. Lempicka hatte allerdings schon seit 1927 Titelentwürfe für die Zeitschrift gestaltet, darunter als eines der ersten ihr Bild Der orangefarbene Schal sowie 1929 St. Moritz, das Porträt einer jungen Frau mit Skistock.
Tamara de Lempicka hatte zu diesem Zeitpunkt bereits international Erfolg als Porträtmalerin und war als Femme fatale in Paris etabliert. 1928 hatte sie sich von ihrem Ehemann Tadeusz de Lempicki getrennt, noch im gleichen Jahr lernte sie den ungarischen Baron Raoul Kuffner kennen und wurde dessen Geliebte (nachdem sie seine Mätresse Nana de Herrera porträtiert hatte). Ihr Lebensumfeld stimmte sie auf das Gesamtkunstwerk Tamara de Lempicki ab, jedes Detail ihrer von dem preisgekrönten Architekten Robert Mallet-Stevens gestalteten Wohnung in Montparnasse wurde diesem untergeordnet. Sie entschied sich entsprechend auch, für ihr Selbstporträt statt ihres eigenen Autos einen grünen Bugatti zu wählen, der ihrer Meinung nach besser zu ihr passte. Nach eigenen Angaben malte sie das Bild in Monte Carlo, das bereits damals als Rivieratreff der Hautevolee galt.

## Deutung
Inspiriert wurde Tamara de Lempicka für ihr Selbstporträt unter anderem durch Fotografien der Künstlerin Thérèse Bonney aus dem Jahr 1925, die sie am Steuer ihres Automobils vor dem Eiffelturm zeigt, sowie durch Kreationen der Designerin Sonia Delaunay, die für die Pariser Weltausstellung Exposition Internationale des Arts Décoratifs et Industriels Modernes 1925 Reisebekleidung samt der dazu passenden Autolackierung kreierte.

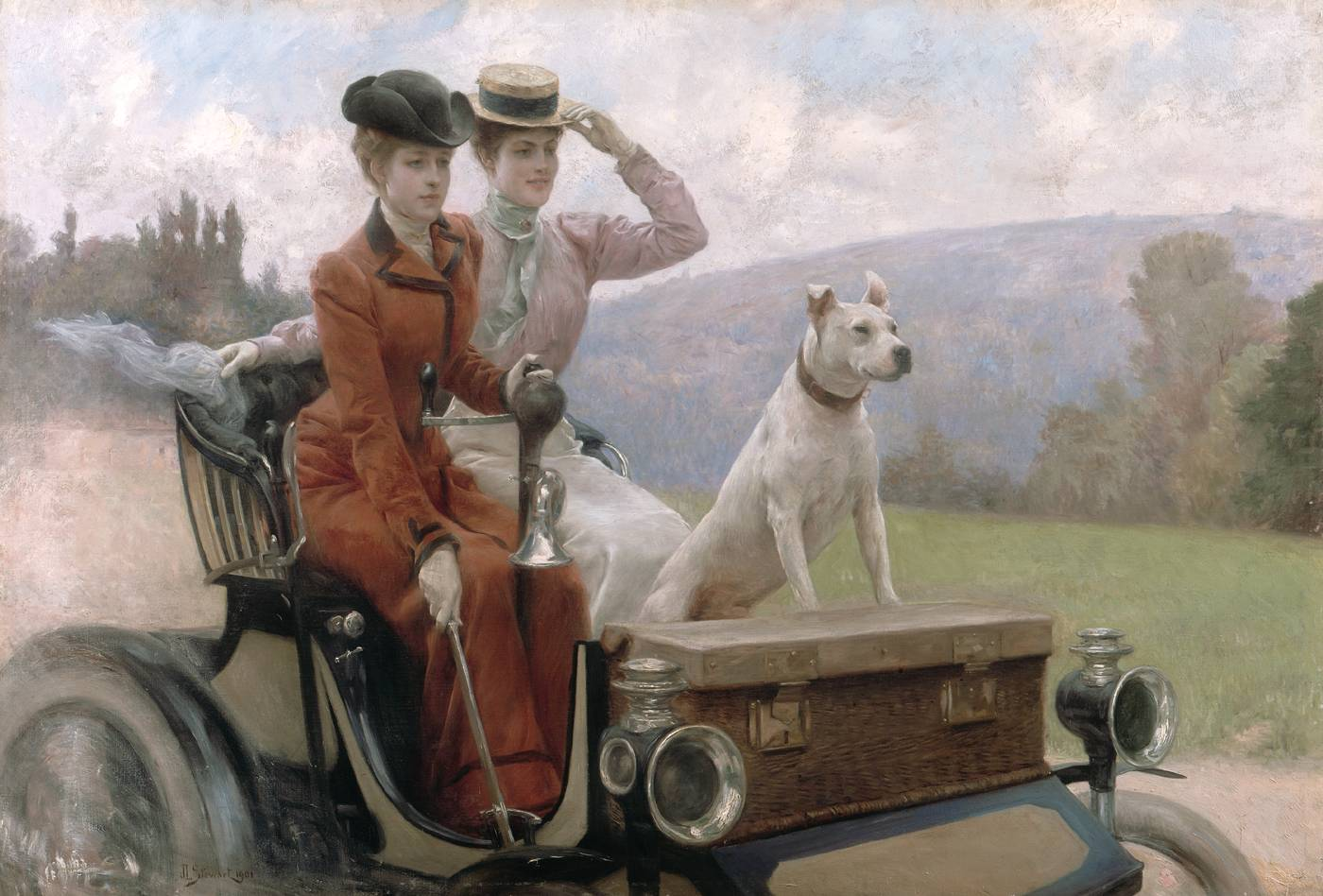
Julius LeBlanc Stewart: Les Dames Goldsmith au bois de Boulogne en 1897 sur une voiturette

Ebenso wie die Fotografien Bonneys wurde durch das Bild der Frau am Steuer des Automobils die Modernität mit der Mobilität und Freiheit der Frau gleichgesetzt. Es sollte zeigen, dass Frauen selbstbestimmt ihren Weg in der modernen Welt gehen konnten. Sie verwendet den modisch gekleideten Frauenkörper als Zeichen der neuen Zeit und wählt einen grünen Wagen, der farblich zu ihrer Montur passt.
Das Selbstporträt wird allerdings auch im Kontext der Selbstinszenierung der Künstlerin betrachtet. Diese hatte bereits sehr früh gute Kontakte zu bekannten Fotografen aufgebaut, die sie regelmäßig abbildeten. So ließ sie sich etwa 1928 von Thérèse Bonney selbst als Malerin an dem Bild ihres Mannes Tadeusz porträtieren, weitere Porträtfotografien stammten von Pola Negri (1925), Madame d’Ora (1928) und dem Studio Piaz (um 1930). 1928 wurde ihr Schlafzimmer von dem Fotografen Jacques-Henri Lartigue mit zwei großformatigen Porträts (Dr. Pierre Boucard im Vordergrund als halbfertige Kohlezeichnung, die Herzogin de la Salle als Gemälde über dem Bett) und einem von ihr entworfenen Lackbild zweier sich umschlingender Frauenakte am Bettkopf abgelichtet. Trotz der Abwesenheit der Künstlerin zeichnet sich dieses „Porträt“ durch die spürbare Feminität der Bewohnerin aus.

## Belege
1. ↑  nach Penck 2004, S. 29.
2. ↑  nach Penck 2004, S. 60.
3. 1 2 3 4  Tag Gronberg: Le peintre installé par la femme – Künstlerinnen und Feminität. In: Kunstforum Wien & Royal Academy of Arts London 2004.
4. ↑  Kizette de Lempicka-Foxhall, Charles Philipps: Tamara de Lempicka. Malerin aus Leidenschaft – Femme fatale der 20er Jahre. Heyne Verlag, München 1987.